# Пафнутово
Пафну́тово — сельский населённый пункт в городском округе Семёновский, административный центр Пафнутовского сельсовета.

## Описние
Находится в 13 км от административного центра — Семёнова и 54 км от областного центра — Нижнего Новгорода.
| 2002 | 2010 |
| ---- | ---- |
| 218  | ↘196 |

## География
Населённый пункт расположен на левом береге реки Линды, восточнее озера Старицы

## Транспорт
Непосредственно, через сам посёлок четырежды в день курсирует автобус по маршруту Семёнов — Зубово

## Образовательные учреждения
МБОУ «Пафнутовская основная школа» была ликвидирована в 2018 году.